# Nanhai, Fujian
Nanhai (kinesiska: 南海) är en socken i sydöstra Kina. Den ligger i Pingtan härad i provinshuvudstaden Fuzhou i provinsen Fujian omkring 88 kilometer sydost om centrala Fuzhou. Antalet invånare är 6 334. Befolkningen består av 3 230 kvinnor och 3 104 män. Barn under 15 år utgör 17,0 %, vuxna 15-64 år 71 %, och äldre över 65 år 11,0 %.